# Güray Vural
Güray Vural (Afyonkarahisar, 11 giugno 1988) è un calciatore turco, centrocampista o difensore dell'Antalyaspor.

## Statistiche

### Presenze e reti nei club
Statistiche aggiornate al 17 dicembre 2017.
| Stagione                    | Squadra                     | Campionato                  | Campionato | Campionato | Coppe nazionali | Coppe nazionali | Coppe nazionali | Coppe continentali | Coppe continentali | Coppe continentali | Altre coppe | Altre coppe | Altre coppe | Totale | Totale |
| Stagione                    | Squadra                     | Comp                        | Pres       | Reti       | Comp            | Pres            | Reti            | Comp               | Pres               | Reti               | Comp        | Pres        | Reti        | Pres   | Reti   |
| --------------------------- | --------------------------- | --------------------------- | ---------- | ---------- | --------------- | --------------- | --------------- | ------------------ | ------------------ | ------------------ | ----------- | ----------- | ----------- | ------ | ------ |
| 2007-2008                   | Denizlispor                 | SL                          | 15         | 3          | CT              | 2               | 0               | -                  | -                  | -                  | -           | -           | -           | 12     | 1      |
| 2008-2009                   | Denizlispor                 | SL                          | 19         | 1          | CT              | 2               | 0               | -                  | -                  | -                  | -           | -           | -           | 12     | 1      |
| 2009-2010                   | Denizlispor                 | SL                          | 21         | 0          | CT              | 6               | 0               | -                  | -                  | -                  | -           | -           | -           | 12     | 1      |
| 2010-2011                   | Denizlispor                 | 1. Lig                      | 0          | 0          | CT              | 0               | 0               | -                  | -                  | -                  | -           | -           | -           | 0      | 0      |
| 2011-2012                   | Denizlispor                 | 1. Lig                      | 30         | 2          | CT              | 1               | 0               | -                  | -                  | -                  | -           | -           | -           | 12     | 1      |
| Totale Denizlispor          | Totale Denizlispor          | Totale Denizlispor          | 85         | 6          |                 | 11              | 0               |                    | -                  | -                  |             | -           | -           | 96     | 6      |
| 2012-2013                   | Akhisar Belediyespor        | SL                          | 25         | 1          | CT              | 2               | 0               | -                  | -                  | -                  | -           | -           | -           | 18     | 9      |
| 2013-2014                   | Akhisar Belediyespor        | SL                          | 34         | 1          | CT              | 6               | 1               | -                  | -                  | -                  | -           | -           | -           | 18     | 9      |
| 2014-2015                   | Akhisar Belediyespor        | SL                          | 31         | 3          | CT              | 5               | 0               | -                  | -                  | -                  | -           | -           | -           | 18     | 9      |
| 2015-gen. 2016              | Akhisar Belediyespor        | SL                          | 18         | 5          | CT              | 3               | 0               | -                  | -                  | -                  | -           | -           | -           | 18     | 9      |
| Totale Akhisar Belediyespor | Totale Akhisar Belediyespor | Totale Akhisar Belediyespor | 108        | 10         |                 | 16              | 1               |                    | -                  | -                  |             | -           | -           | 124    | 11     |
| gen.-giu. 2016              | Trabzonspor                 | SL                          | 6          | 0          | CT              | 1               | 0               | -                  | -                  | -                  | -           | -           | -           | 7      | 0      |
| 2016-gen. 2017              | Trabzonspor                 | SL                          | 8          | 0          | CT              | 3               | 1               | -                  | -                  | -                  | -           | -           | -           | 11     | 1      |
| Totale Trabzonspor          | Totale Trabzonspor          | Totale Trabzonspor          | 14         | 0          |                 | 4               | 1               |                    | -                  | -                  |             | -           | -           | 18     | 1      |
| gen.-giu. 2017              | Kayserispor                 | SL                          | 13         | 3          | CT              | 3               | 0               | -                  | -                  | -                  | -           | -           | -           | 16     | 3      |
| 2017-2018                   | Kayserispor                 | SL                          | 16         | 2          | CT              | 3               | 0               | -                  | -                  | -                  | -           | -           | -           | 19     | 2      |
| Totale Kayserispor          | Totale Kayserispor          | Totale Kayserispor          | 34         | 5          |                 | 6               | 0               |                    | -                  | -                  |             | -           | -           | 40     | 5      |
| Totale carriera             | Totale carriera             | Totale carriera             | 236        | 21         |                 | 37              | 2               |                    | -                  | -                  |             | -           | -           | 273    | 23     |

### Cronologia presenze e reti in nazionale
| Cronologia completa delle presenze e delle reti in nazionale ― Turchia | Cronologia completa delle presenze e delle reti in nazionale ― Turchia | Cronologia completa delle presenze e delle reti in nazionale ― Turchia | Cronologia completa delle presenze e delle reti in nazionale ― Turchia | Cronologia completa delle presenze e delle reti in nazionale ― Turchia | Cronologia completa delle presenze e delle reti in nazionale ― Turchia | Cronologia completa delle presenze e delle reti in nazionale ― Turchia | Cronologia completa delle presenze e delle reti in nazionale ― Turchia |
| Data                                                                   | Città                                                                  | In casa                                                                | Risultato                                                              | Ospiti                                                                 | Competizione                                                           | Reti                                                                   | Note                                                                   |
| ---------------------------------------------------------------------- | ---------------------------------------------------------------------- | ---------------------------------------------------------------------- | ---------------------------------------------------------------------- | ---------------------------------------------------------------------- | ---------------------------------------------------------------------- | ---------------------------------------------------------------------- | ---------------------------------------------------------------------- |
| 27-3-2017                                                              | Eskişehir                                                              | Turchia                                                                | 3 – 0                                                                  | Moldavia                                                               | Amichevole                                                             | -                                                                      |                                                                        |
| Totale                                                                 |                                                                        | Presenze                                                               | 1                                                                      |                                                                        | Reti                                                                   | 0                                                                      |                                                                        |

## Palmarès

### Club

#### Competizioni nazionali
- Supercoppa di Turchia: 1

Akhisar Belediyespor: 2018